# Jean-Claude Vernier
Jean-Claude Vernier, né le 27 mai 1943 à Besançon et mort le 15 décembre 2023 à Saint-Herblain, est un journaliste français, fondateur de l’Agence de presse Libération (APL) puis, avec Jean-René Huleu, du quotidien Libération.

## Biographie

### Naissance et jeunesse
Jean-Claude Vernier naît à Besançon le 27 mai 1943 d'Edmond et Lucette née Dody, tous deux instituteurs, membres du Syndicat national des instituteurs. Ses grands-parents furent ouvriers-métallurgistes.
Dès ses quatorze ans, il participe à l’aide au passage de la frontière suisse des militants du FLN.

### Études
En octobre 1964, il intègre l'École Centrale des Arts et Manufactures (ECAM) de Paris et en sort diplômé en juillet 1967, puis devient docteur en mathématiques modernes en février 1969 (Université Pierre-et-Marie-Curie). Il rencontre Jean-Pierre Le Dantec à l'ECAM, qui lui présente Benny Lévy en 1966.

### Professions
Il se fait embaucher comme ouvrier spécialisé dans plusieurs usines, à Marseille puis en région parisienne, à Billancourt. Il travaille six mois à l'INSEE en 1969. En 1970-1971, il enseigne l'architecture à l’École nationale des Beaux Arts et en 1974-1975, il est conseiller d’organisation à Radio Renaissance à Lisbonne. De 1977 à 1984, il est journaliste pigiste à TF1.

### Militantisme
Il milite au mouvement Voix Ouvrière de 1958 à 1964, à Besançon puis Paris (ce mouvement devient Lutte ouvrière par la suite). Il cofonde la Gauche prolétarienne (GP) en fait partie de la direction de 1969 à 1974.
Il participe à une grève de la faim à la chapelle Saint Bernard (Gare Montparnasse à Paris) organisée en février 1971 pour rompre le silence médiatique qui entoure l'interdiction du journal La Cause du Peuple et l'arrestation de ses principaux dirigeants.

### Libération
Il est le fondateur de l’Agence de presse Libération (APL) et cofondateur du quotidien Libération avec Jean-René Huleu. Il le dit lui-même, le contexte de la fondation du journal Libération avec Jean-René Huleu « était de mobiliser les énergies sur autre chose que les bombes ».

### Famille
Il épouse Cleuza Viera, future journaliste à Libération, en décembre 1967. Leur fille Anne naît en juin 1968. Ils se séparent en 1974.
Il rencontre Martine Feissel, astronome à l’Observatoire de Paris et l'épouse en juillet 2002.

### Dernières années
En 2004, il prend part aux activités d’associations de soutien aux sans-papiers, ainsi qu’à un blog Mediapart à ce sujet.
Jean-Claude Vernier meurt le 15 décembre 2023.